# 蟹蛺蝶屬
蟹蛺蝶屬（學名：Higginsius）是蛺蝶亞科網蛺蝶族中的一個屬。物種分佈於新熱帶界。

## 物種
- 蟹蛺蝶 Higginsius fasciata
- 美奇蟹蛺蝶 Higginsius miriam